# Operazione Tunnel
Operazione Tunnel fu il nome in codice dato a una campagna di attacchi navali condotta, dall'ottobre 1943 al maggio 1944, dalla Royal Navy britannica contro le forze navali della Germania nazista nel teatro bellico del canale della Manica, durante la seconda guerra mondiale. Scopo dell'operazione era quello di interrompere il sistema di convogli navali stabilito dai tedeschi lungo le coste settentrionali della Francia occupata, nonché di attirare in combattimento e distruggere le unità della Kriegsmarine in modo da conseguire il controllo per gli Alleati delle acque della Manica in vista della conduzione del futuro sbarco in Normandia. 
L'operazione fu progettata in maniera non ottimale, portando ad alcuni insuccessi iniziali delle forze britanniche culminati nella grave sconfitta della battaglia delle Sept-Îles del 23 ottobre 1943; l'impiego successivamente di forze meglio addestrate (tra cui una flottiglia di cacciatorpediniere della Royal Canadian Navy) consentì agli Alleati di conseguire alcuni successi, portando a un effettivo logoramento delle forze d'altura della Kriegsmarine schierate nel canale. Pur senza conseguire risultati eclatanti, la campagna riuscì effettivamente a limitare l'operatività delle forze navali tedesche al punto che esse non costituirono più un ostacolo significativo alle successive operazioni navali alleate in Normandia.

## Antefatti

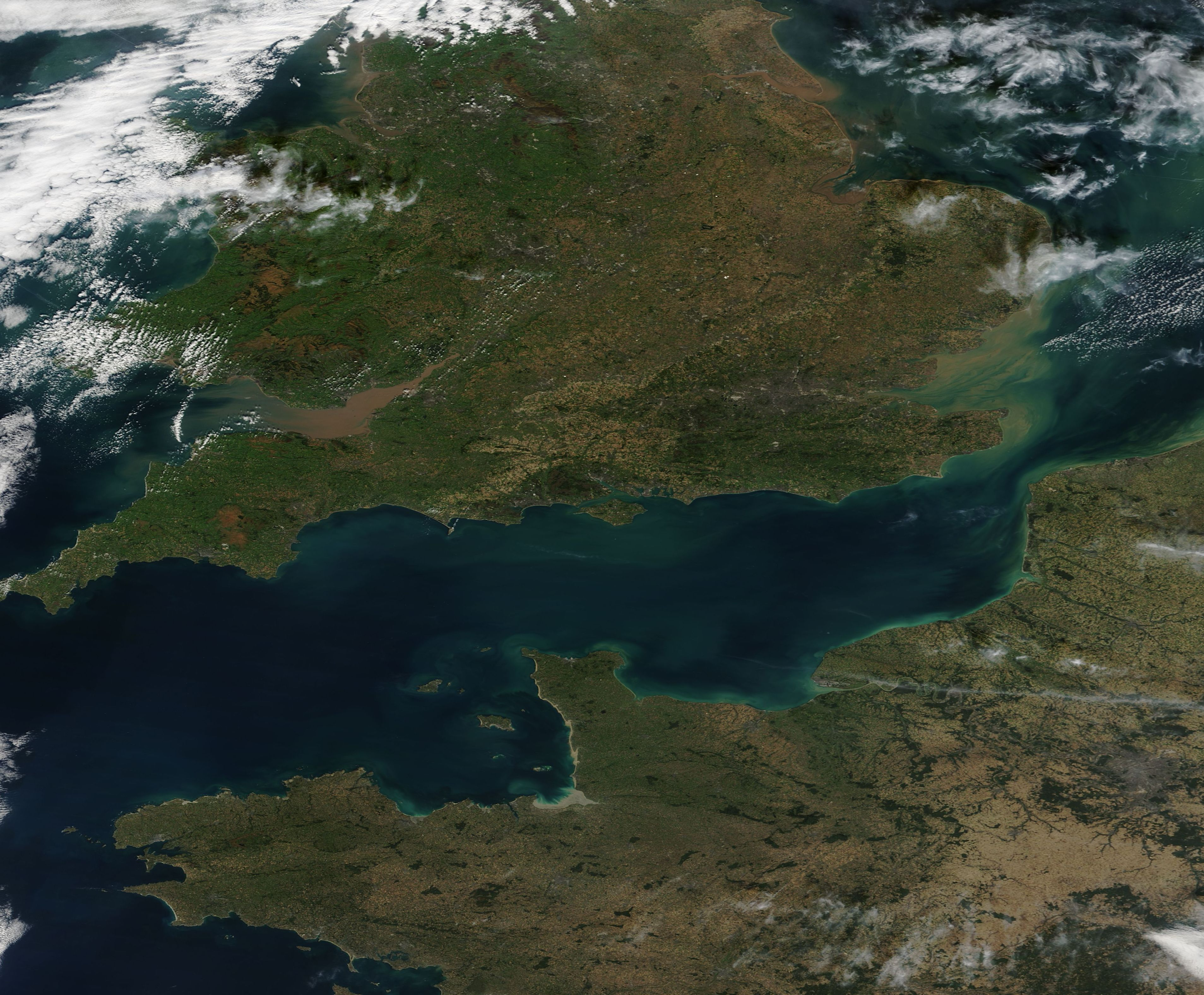
Veduta dal satellite del canale della Manica; l'operazione Tunnel interessò principalmente la parte occidentale del canale, a nord delle coste della Bretagna

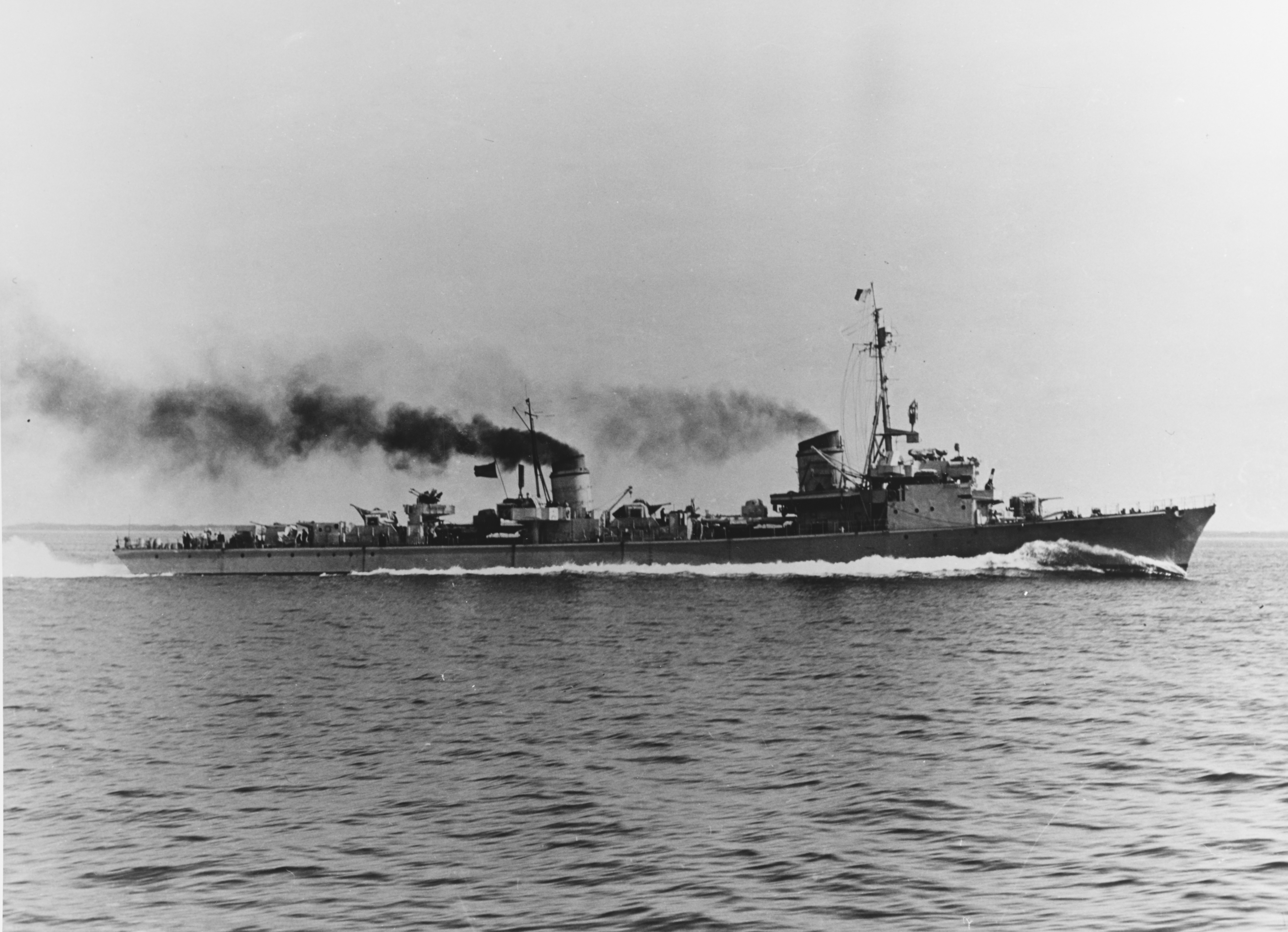
Una torpediniera classe 1939 in navigazione; le unità di questa classe rappresentavano il nerbo delle forze tedesche schierate nella Manica

Dopo l'occupazione della Francia del giugno 1940, le forze tedesche avevano stabilito una solida presenza sulle coste meridionali del canale della Manica, costruendo una linea di solide fortificazioni (parte del successivo "Vallo Atlantico") comprensive di postazioni di artiglieria costiera, di batterie antiaeree e di stazioni radar per l'avvistamento di navi e velivoli. All'ombra di tali fortificazioni, e nonostante la presenza delle forze nemiche sulla vicina costa dell'Inghilterra meridionale, la Marina tedesca (Kriegsmarine) aveva stabilito un certo traffico navale, sia militare che mercantile, lungo le rotte che correvano il più vicino possibile alle coste francesi e delle Isole del Canale, parimenti occupate dalle truppe tedesche.
Particolarmente trafficate si rivelavano le rotte nella zona occidentale della Manica, nelle acque comprese tra l'isola bretone di Ouessant a ovest e il porto di Cherbourg sulla punta della penisola del Cotentin a est: lungo queste rotte si spostavano in particolare i violatori di blocco incaricati di recapitare in Germania merci rare e strategiche provenienti dai paesi neutrali di là dall'oceano Atlantico, le navi corsare tedesche inviate a compiere scorrerie negli oceani lontani e i convogli di rifornimento per le guarnigioni delle Isole del Canale, oltre che il consueto traffico mercantile costiero proveniente da o diretto verso i porti francesi del Golfo di Biscaglia. La protezione di questi traffici era responsabilità del Comando navale tedesco per l'Ovest (Marinegruppenkommando West), retto nell'ottobre 1943 dall'ammiraglio Theodor Krancke; a quella data le unità della Kriegsmarine impegnate nella parte occidentale della Manica erano una forza piccola ma funzionale, annoverando quattro o sei cacciatorpediniere di squadra della moderna classe Zerstörer 1936A (di base principalmente nei porti del Golfo di Biscaglia), sei torpediniere della classe 1939 (grosse unità assimilabili a cacciatorpediniere di scorta) e cinque più piccole e vecchie torpediniere classe Möwe e classe 1935, circa due dozzine di motosiluranti (S-Boot) e un certo numero di unità ausiliare tra dragamine, Sperrbrecher e pescherecci armati impiegati come forze di scorta ai mercantili.
Il traffico tedesco veniva generalmente movimentato tramite piccoli convogli navali che prendevano il mare a intervalli irregolari. I convogli si muovevano principalmente di notte onde evitare attacchi delle preponderanti forze aeree britanniche, sostando nelle ore di luce nei porti di Saint-Malo, Lannion o Lézardrieux; la navigazione si manteneva di solito a non più di quattro o cinque miglia nautiche a nord delle coste francesi, onde sfruttare la protezione dei radar e dei cannoni costieri tedeschi. La protezione diretta ai convogli era garantita di solito da un complesso di unità ausiliarie e, in alcuni casi, di motosiluranti, con una formazione di cacciatorpediniere o torpediniere che incrociava separatamente come forza di copertura a distanza; le stazioni radar costiere tipo Seetakt, per quanto inferiori in precisione agli analoghi modelli britannici, potevano fornire un sufficiente preavviso in caso di attacco nemico, guidando i convogli verso acque sicure. In caso di attacco, la forza di copertura doveva attirare su di sé l'attenzione del nemico mentre in convoglio si sganciava e si dirigeva sotto la protezione dell'artiglieria costiera. Le torpediniere tedesche erano inferiori ai cacciatorpediniere britannici quanto ad artiglieria, ma imbarcavano un potente armamento silurante: la tattica di base prevedeva di lanciare contro il nemico una salva di siluri a lunga distanza, per poi rompere il contatto e fuggire ad alta velocità dal luogo dello scontro senza farsi ingaggiare in un combattimento di artiglieria.
Fin da dopo l'occupazione della Francia la Royal Navy britannica avevano tentato di ostacolare i traffici navali tedeschi lungo la costa meridionale della Manica, ma con risultati piuttosto scarsi anche per via delle ridotte forze assegnate a questa missione. La parte occidentale e centrale del canale erano responsabilità, rispettivamente, del Comando di Plymouth sotto l'ammiraglio Ralph Leatham e del Comando di Portsmouth sotto l'ammiraglio Charles Little: la funzione primaria assegnata a questi due comandi era tuttavia la difesa dagli attacchi nemici del traffico mercantile lungo la costa meridionale dell'Inghilterra, il che limitava le risorse offensive a loro assegnate. A parte alcune formazioni di motosiluranti e motocannoniere, le unità da combattimento in dotazione ai due comandi non andavano oltre una flottiglia a testa di sei o otto cacciatorpediniere di scorta della classe Hunt: navi piccole e di economica costruzione, concepite come unità per la scorta dei mercantili e quindi ottimizzate per la difesa antiaerea e antisommergibile, ma piuttosto lente e con scarso armamento silurante che le rendeva inadatte al compito di unità per l'attacco a navi di superficie. In aggiunta, gli equipaggi assegnati ai due comandi avevano uno scarso addestramento alle operazioni offensive, essendo stati impiegati per mesi in attività unicamente difensive; di conseguenza, le occasionali incursioni degli Hunt di base a Plymouth e Portsmouth contro i convogli tedeschi si erano generalmente risolte con scarsi successi materiali. Solo occasionalmente i due comandi avevano potuto disporre ai loro ordini di unità più adatte agli attacchi di superficie, come incrociatori e cacciatorpediniere di squadra: generalmente si trattava di unità temporaneamente distaccate dalla Home Fleet oppure in transito verso altre destinazioni, e quindi impiegabili dai due comandi solo per breve tempo.
La prima metà del 1943 aveva visto una contrazione delle azioni offensive della Royal Navy nella Manica, in particolare perché le risorse navali britanniche schierate in zona erano state ridotte ai minimi termini dalla necessità di alimentare le operazioni anfibie nel teatro del mar Mediterraneo. Dopo aver assunto la guida del Comando di Plymouth nell'agosto 1943, l'ammiraglio Leatham aveva pressato l'Ammiragliato a Londra perché il suo comando venisse dotato delle risorse necessarie a condurre incursioni contro i convogli tedeschi, anche se fu necessario attendere la fine di settembre prima che la Home Fleet iniziasse a distaccare unità maggiori per operazioni nel teatro della Manica. Sotto il nome in codice di "operazione Tunnel" fu quindi pianificata una campagna di attacchi contro il traffico navale tedesco in navigazione lungo la costa settentrionale della Francia: l'intenzione dell'operazione era semplicemente quella di «intercettare e distruggere le forze e le navi nemiche in transito su o giù per il canale». Oltre che interrompere i traffici commerciali tedeschi, lo scopo dell'operazione era anche quello di attirare in battaglia e distruggere le risorse navali della Kriegsmarine schierate in zona, al fine di acquisire il dominio delle acque della Manica in vista della progettata invasione anfibia alleata della Francia, ormai in avanzata fase di organizzazione. Per la prima volta venne istituita una formazione appositamente dedicata a condurre gli attacchi ai convogli tedeschi, la Force 28, composta da tutti gli incrociatori e i cacciatorpediniere a disposizione dei comandi di Plymouth e Portsmouth; le unità costiere furono organizzate in un'unità a parte, la Force 119, destinata a operare separatamente. L'operazione prevedeva incursioni notturne "mordi-e-fuggi" contro i convogli tedeschi, segnalati dalle decrittazioni di Ultra delle trasmissioni radio nemiche o avvistati dalle stazioni radar lungo la costa inglese; dopo aver attraversato la Manica in cinque ore alla velocità di 20 nodi, le unità britanniche dovevano pendolare parallelamente alla costa della Bretagna, frastagliata e ricca di isole, tenendosi a una distanza di dieci o quindici miglia per evitare il fuoco dell'artiglieria tedesca a terra. Salvo ordini contrari, le navi dovevano poi ritirarsi in modo da trovarsi alle prime luci dell'alba entro 20 miglia dalla costa dell'Inghilterra, al fine di evitare attacchi da parte degli aerei tedeschi.

## L'operazione

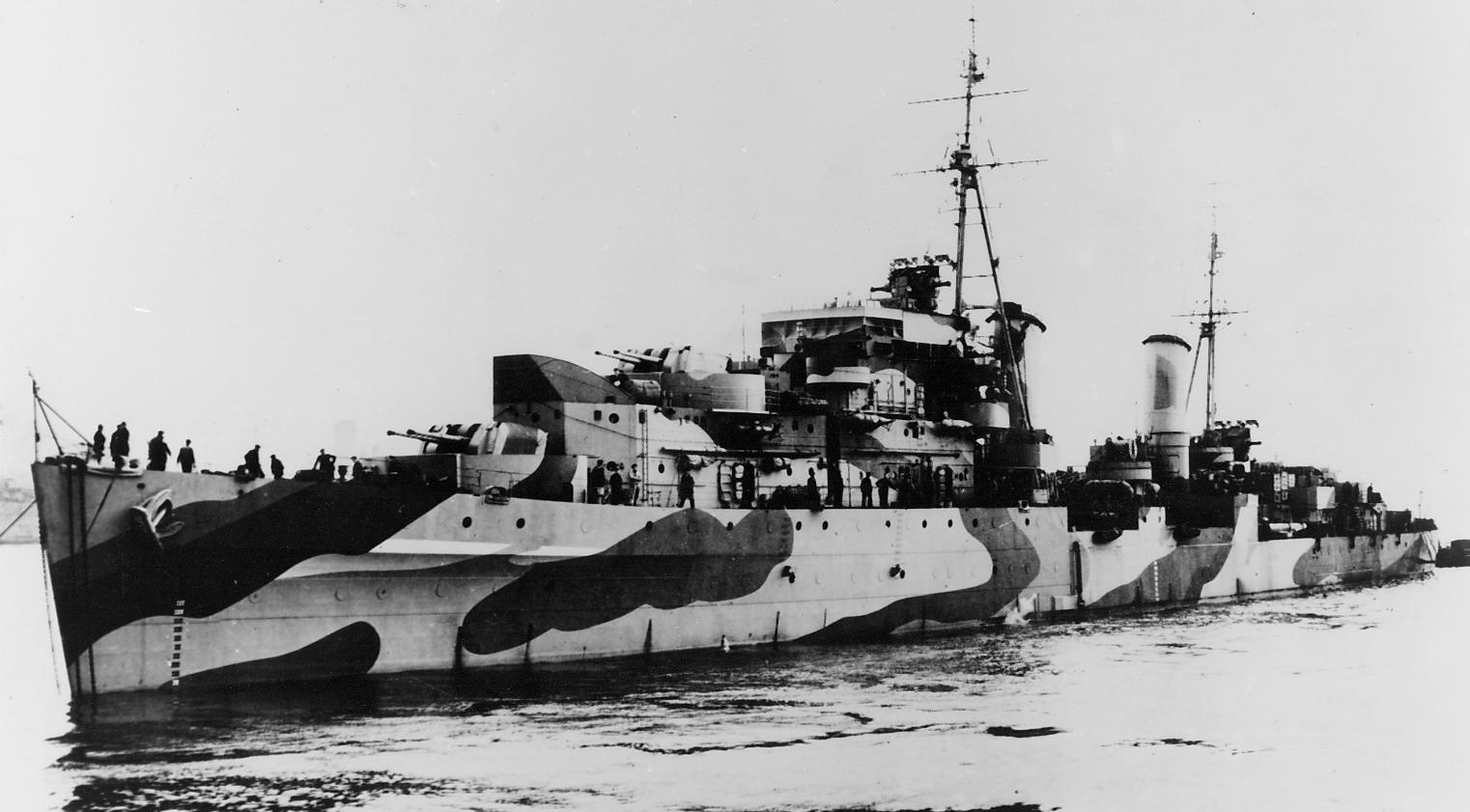
L'incrociatore britannico HMS Charybdis in una foto del 1942; il suo affondamento il 23 ottobre 1943 rappresentò la perdita più grave riportata dalla Royal Navy nell'operazione

La prima sortita dell'operazione Tunnel venne tentata nelle ultime ore del 3 ottobre, quando una formazione composta da due moderni cacciatorpediniere di squadra (HMS Ulster e HMS Grenville) della Home Fleet e tre Hunt del Comando di Plymouth diresse verso un gruppo di navi tedesche segnalato nelle acque comprese tra il faro di Triagoz a est e l'isola di Île Vierge a ovest, lungo la costa nord-occidentale della Bretagna. Giunte in posizione poco dopo la mezzanotte del 4 ottobre, intorno alle 01:00 le unità britanniche stabilirono i primi contatti radar con la formazione nemica: quest'ultima era una flottiglia di cinque torpediniere classe 1939 della Kriegsmarine che, colta di sorpresa, fu subito ingaggiata dai britannici mentre cercava di ritirarsi verso est. Ne seguì una dura battaglia notturna a colpi di cannone e siluro, mentre entrambe le formazioni facevano ampio uso di proiettili illuminati per individuare la posizione dell'avversario. Dotati di maggiore velocità, i due cacciatorpediniere di squadra britannici distanziarono ben presto gli Hunt, finendo con il sostenere da soli il grosso dello scontro: il Grenville fu colpito tre volte dai cannoni tedeschi riportando un morto e quattordici feriti tra l'equipaggio, mentre lo Ulster fu centrato da due cannonate con un morto e quattro feriti gravi a bordo. Anche due torpediniere tedesche furono raggiunte da colpi di cannone dei britannici, ma la formazione riuscì infine a sganciarsi e ritirarsi dal luogo dello scontro.
Decisamente più disastrosa fu la seconda sortita delle unità britanniche. Il 9 ottobre il violatore di blocco tedesco Münsterland arrivò a Brest con a bordo un carico di materie prime strategiche. Fu radunata una considerevole formazione di unità della Kriegsmarine per scortare il mercantile da Brest a Cherbourg, formazione comprensiva di una scorta ravvicinata composta da sei dragamine e due pattugliatori muniti di radar e una scorta a distanza con cinque torpediniere classe 1939, ma la partenza venne rimandata sia per evitare le notti di Luna piena previste per il 12 ottobre che a causa delle pessime condizioni meteo; il convoglio si mise quindi in movimento alle 15:00 del 22 ottobre. Informazioni di intelligence e la ricognizione aerea avevano nel frattempo segnalato ai britannici la presenza del mercantile e della sua scorta nel porto di Brest, e il Comando di Plymouth preparò quindi per la sera del 22 ottobre una sortita delle unità maggiori della Force 28, preferire alle più leggere motosiluranti sia a causa della forza della scorta tedesca sia a causa delle condizioni meteo che potevano ostacolare la navigazione delle piccole unità costiere. Alle 19:00 del 22 ottobre lasciò quindi il porto una potente formazione comprendente l'incrociatore leggero HMS Charybdis, i cacciatorpediniere di squadra HMS Grenville e HMS Rocket e quattro cacciatorpediniere classe Hunt; poco dopo la mezzanotte e mezzo del 23 ottobre le navi britanniche arrivarono a circa sette miglia dalle coste bretoni, procedendo poi verso ovest parallelamente alla costa alla ricerca del convoglio tedesco. Quest'ultimo, tuttavia, era già stato messo in allarme dai rilevamenti delle stazioni radar costiere: il Münsterland ricevette l'ordine di dirigere sul porto di Saint-Malo, mentre le torpediniere della scorta a distanza ne coprivano la fuga lanciando un attacco con i siluri contro la formazione britannica. Il contatto tra le due flottiglie si ebbe alle 01:45, poco a nord dell'arcipelago delle Sept-Îles: nel giro di pochi minuti una salva di siluri tedeschi colpì in pieno e colò a picco l'incrociatore Charybdis e lo Hunt HMS Limbourne, mentre le torpediniere tedesche si allontanavano senza danni dal luogo dello scontro sfruttando la copertura di una burrasca. La battaglia delle Sept-Îles si risolse in una costosissima sconfitta per i britannici, i quali riportarono 468 morti tra gli equipaggi delle navi affondate.

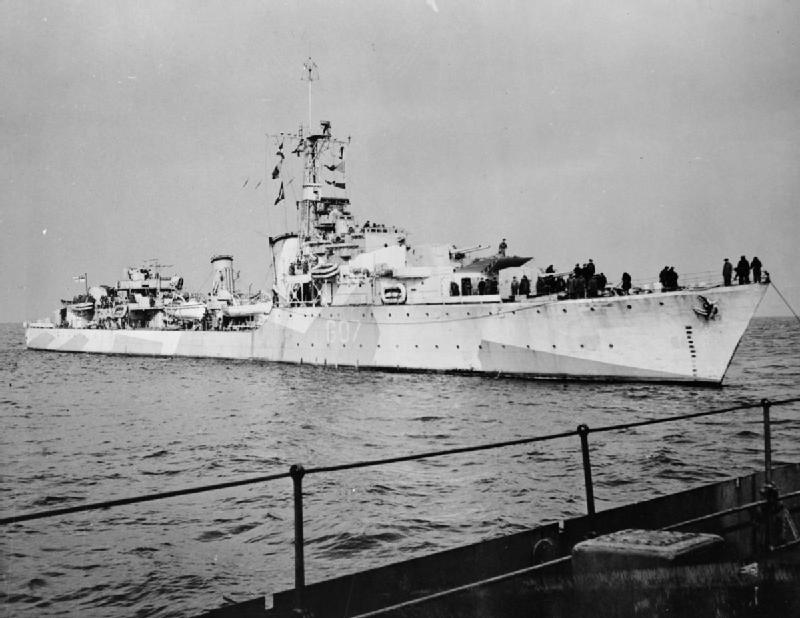
Il cacciatorpediniere canadese Athabaskan, perduto in combattimento nella Manica il 29 aprile 1944

L'insuccesso delle Sept-Îles fu parzialmente compensato da due azioni favorevoli ai britannici verificatesi, nelle settimane seguenti, alle due estremità della Manica: il 28 dicembre una formazione di unità da guerra tedesche, sortita da Brest incontro a un violatore di blocco in arrivo, venne intercettata in pieno Golfo di Biscaglia da due incrociatori britannici, riportando nella battaglia la perdita di un cacciatorpediniere e due torpediniere finite affondate. Nella notte tra il 20 e il 21 gennaio 1944, invece, il violatore di blocco Münsterland fu avvistato mentre cercava di attraversare lo stretto di Dover per rientrare in Germania, e nell'intento di svicolare tra i colpi dell'artiglieria costiera britannica di Dover finì con l'incagliarsi lungo la costa di Cap Blanc Nez dove fu infine smantellato dai cannoni britannici. L'analisi della sconfitta delle Sept-Îles convinse il Comando di Plymouth della necessità di affidare le missioni dell'operazione Tunnel a una omogenea flottiglia di cacciatorpediniere di squadra, addestrata alle operazioni d'attacco notturne e i cui equipaggi e comandanti fossero abituati a operare insieme; dopo molte insistenze il comando della Home Fleet si decise quindi a organizzare a Plymouth, all'inizio di gennaio 1944, la 10th Destroyer Flotilla con sei grossi cacciatorpediniere di squadra della classe Tribal (due britannici e quattro della Royal Canadian Navy), liberati dai loro precedenti compiti lungo la "rotta artica" grazie alla recente vittoria britannica nella battaglia di Capo Nord e dotati di un potente armamento di artiglieria. Dopo una prima sortita andata a vuoto il 19 gennaio, la flottiglia trascorse buona parte di febbraio e marzo 1944 ad addestrarsi alle operazioni d'attacco notturne e a mettere a punto i suoi apparati radar, insieme ai nuovissimi incrociatori leggeri HMS Bellona e HMS Black Prince appena assegnati in forza al Comando di Plymouth e designati come Force 26.
Il 5 febbraio 1944 una flottiglia di quattro cacciatorpediniere classe Hunt fu diretta all'intercettamento di una piccola formazione tedesca segnalata a nord della Bretagna, composta da una torpediniera e due dragamine: colta di sorpresa, la formazione tedesca riuscì a sganciarsi e raggiungere la protezione dell'artiglieria costiera, ma il dragamine M156 venne danneggiato dai cannoni delle navi britanniche e quindi colato a picco da un attacco aereo mentre era fermo in porto. Nella notte tra il 29 febbraio e il 1º marzo, invece, la Force 26 con il Bellona e quattro Tribal uscì da Plymouth alla ricerca di un convoglio segnalato dalle intercettazioni radio di Ultra; l'azione fu un fiasco: l'incrociatore dovette rientrare quasi subito per problemi agli apparati radar, mentre i quattro cacciatorpediniere si ritirarono dopo aver rilevato un possibile attacco con siluri da parte della scorta tedesca. L'insuccesso costò il posto al comandante della 10th Destroyer Flotilla, J. R. J. Tyrwhitt, destituito e sostituito dal pari grado B. Jones.
Fu necessario attendere quasi due mesi perché i britannici facessero registrare un successo. Ultra segnalò la partenza nella notte tra il 25 e il 26 aprile di un convoglio tedesco, diretto verso ovest da Lézardrieux a Brest; il convoglio fu infine rimandato, ma una flottiglia di tre torpediniere tedesche lasciò comunque Saint-Malo per depositare un campo minato difensivo al largo delle Sept-Îles e poi dirigere a Brest. Nonostante le segnalazioni delle stazioni radar a terra, le navi tedesche finirono con l'impattare, verso le 02:20, a nord dell'Île-de-Batz nella Force 26 britannica, sortita da Plymouth con il Black Prince e quattro Tribal e intenta a cercare il convoglio segnalato da Ultra: ne seguì una lunga battaglia in movimento mentre i tedeschi cercavano disperatamente di ritirarsi inseguiti dai cacciatorpediniere britannici, battaglia conclusasi infine alle 04:20 con l'affondamento della torpediniera T29 (colata a picco con la perdita di 135 membri del suo equipaggio e del comandante della 4. Torpedobootflottille tedesca, l'esperto capitano di corvetta Franz Kohlauf) e il grave danneggiamento delle torpediniere T24 e T27, riuscite a rifugiarsi nel porto di Morlaix. Per parte loro i britannici dovettero registrare alcuni danni ai cacciatorpediniere HMS Ashanti e HMCS Huron, entrati in collisione durante le fasi finali dello scontro.

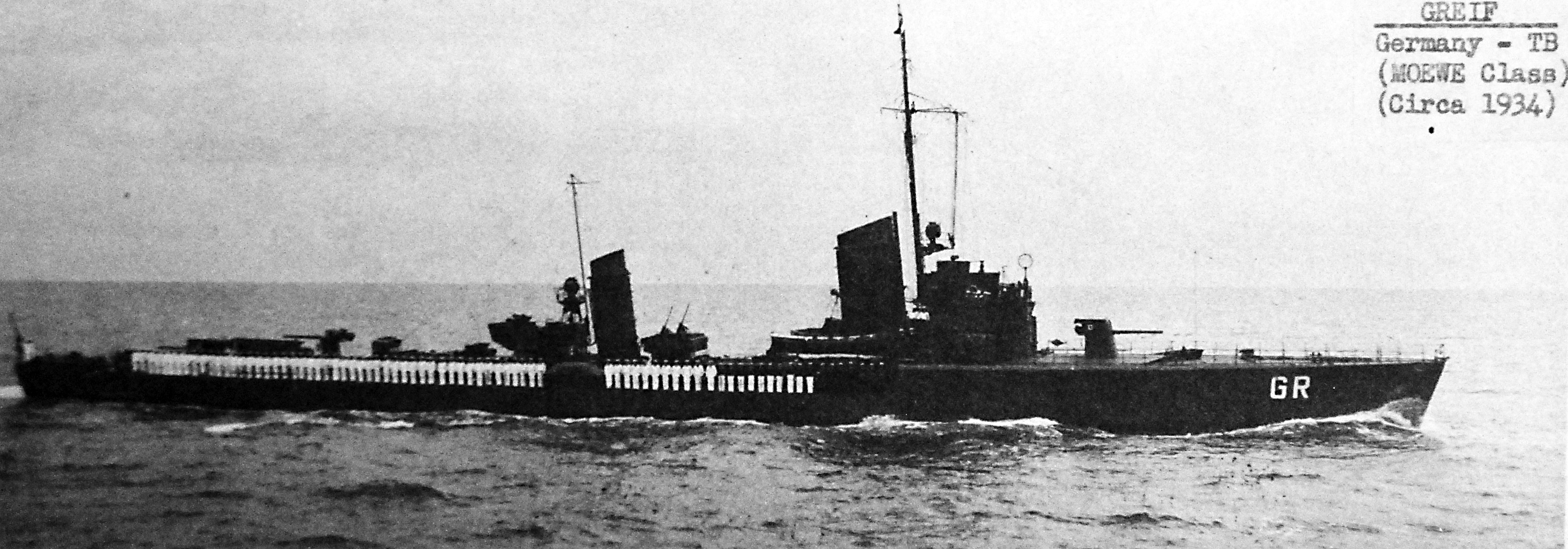
La torpediniera tedesca Greif della vecchia classe Möwe, affondata dagli aerei britannici il 24 maggio 1944

Le due torpediniere scampate allo scontro dell'Île-de-Batz non potevano rimanere a lungo a Morlaix, dove non esistevano le strutture necessarie a ripararle, quindi nella notte tra il 28 e il 29 aprile il Comando di Plymouth inviò otto unità leggere a minare le acque della zona con la scorta a distanza garantita dai Tribal canadesi HMCS Athabaskan e HMCS Haida. Le due torpediniere avevano in effetti scelto quella notte per lasciare Morlaix e dirigere a ovest su Brest, e la loro uscita in mare fu subito comunicata al Comando di Plymouth dalle intercettazioni di Ultra e dalle rilevazioni delle stazioni radar sulla costa inglese; i due cacciatorpediniere canadesi furono subito inviati al loro intercettamento, riuscendo infine ad agganciare i tedeschi al largo di Saint-Brieuc intorno alle 04:00 del 29 aprile. Nel corso di un rapido scontro, il cacciatorpediniere Athabaskan fu centrato e affondato da un siluro tedesco con la perdita di 128 membri dell'equipaggio, mentre lo Haida tempestò di colpi di cannone la torpediniera T27 fino a farla incagliare sulle rocce dell'Île Vierge, dove fu poi finita alcuni giorni dopo da un attacco di motosiluranti britanniche. La T24 riuscì ad allontanarsi, ma con altri danni a bordo.
Nonostante costanti pattugliamenti della 10th Destroyer Flotilla anglo-canadese nella Manica, gli scontri di fine aprile rimasero le ultime azioni di combattimento di superficie dell'operazione Tunnel. Questo, tuttavia, non significò una fine delle perdite accumulate dalla Kriegsmarine tedesca: il 20 maggio, mentre si trasferiva da Brest a Cherbourg in coppia con la torpediniera Jaguar, la torpediniera T24 riportò gravi danni per l'urto con una mina e dovette tornare indietro. Nella notte tra il 24 e il 25 maggio, invece, una formazione di quattro torpediniere tedesche e alcuni grossi dragamine in rotta da Cherbourg a Le Havre fu prima attaccata da cacciabombardieri britannici e poi incappò in un campo minato: la torpediniera Greif fu colata a picco dagli apparecchi britannici, mentre la torpediniera Kondor e il dragamine M84 subirono gravi danni per l'urto con le mine.

## Conseguenze
Già durante il suo svolgimento l'operazione Tunnel fu molto criticata dai comandanti britannici coinvolti nella sua attuazione. Nonostante l'esperienza maturata nei combattimenti con le torpediniere tedesche nelle acque della Manica nei tre anni precedenti, praticamente nessuna delle lezioni tattiche apprese da essi fu incorporata nel piano originario dell'operazione: il piano prevedeva di ingaggiare in combattimenti con il cannone le scorte e i convogli tedeschi, quando si sapeva già che la tattica di base delle torpediniere della Kriegsmarine consisteva nel lanciare una salva di siluri a lungo raggio e poi fuggire via alla massima velocità verso la protezione offerta dall'artiglieria costiera. Il comando britannico previde di lanciare incursioni contro i convogli tedeschi con il favore del buio, ma non tenne in debito conto né l'ottimo addestramento al combattimento notturno maturato dagli equipaggi tedeschi, né il fatto che l'intercettazione delle navi di notte con l'assistenza del radar fosse ancora una tattica nuova, messa a punto proprio durante la seconda guerra mondiale e ancora per certi versi sperimentale, soprattutto presso le navi del Comando di Plymouth che praticamente non avevano avuto mai modo di esercitarsi in tal senso. Non venne tenuto conto l'ottimo sistema di avvistamento radar di cui disponevano i tedeschi sulla costa della Francia occupata, né il fatto che i differenti livelli di addestramento degli equipaggi della Home Fleet e del Comando di Plymouth avrebbero portato a una difficile cooperazione e incomprensioni delle comunicazioni quando le rispettive unità si sarebbero trovate a operare insieme. Nelle parole di un comandante di cacciatorpediniere che prese parte all'azione, l'operazione Tunnel fu «la classica idea balzana della guerra».
Gli errori di impostazione e il rigido piano a cui le unità britanniche dovevano attenersi finirono con il causare gravi perdite non necessarie, tra cui l'affondamento di un incrociatore e di due cacciatorpediniere. A dispetto di ciò, l'operazione riuscì in effetti a conseguire il suo obiettivo di lungo periodo: le perdite subite dalla Kriegsmarine nel corso dell'operazione (tre torpediniere e un dragamine affondati, due torpediniere e un dragamine danneggiati) da un punto di vista materiale potevano essere considerate inferiori a quelle riportate dai britannici, ma erano strategicamente molto più gravi considerando che, nel 1944, l'industria della Germania nazista non era più in grado di compensarle. Le continue incursioni britanniche minarono il morale degli equipaggi tedeschi, ulteriormente scossi dalla perdita di ufficiali di lunga esperienza come il capitano di corvetta Kohlauf; la presenza delle navi britanniche, unita a una sempre più grave carenza di carburante, spinse le unità tedesche a rimanere ferme in porto e a rinunciare anche alle sortite per addestramento, con grave scadimento delle prestazioni dei loro equipaggi. Come risultato, quando il 6 giugno 1944 l'enorme flotta di invasione alleata attraversò la Manica diretta in Normandia l'unica opposizione a essa venne da una flottiglia di sole quattro vecchie torpediniere tedesche radunate nel porto di Le Havre, troppo poco per arrecare non più di un attacco di disturbo.